# الإسهام الأسترالي في غزو العراق 2003

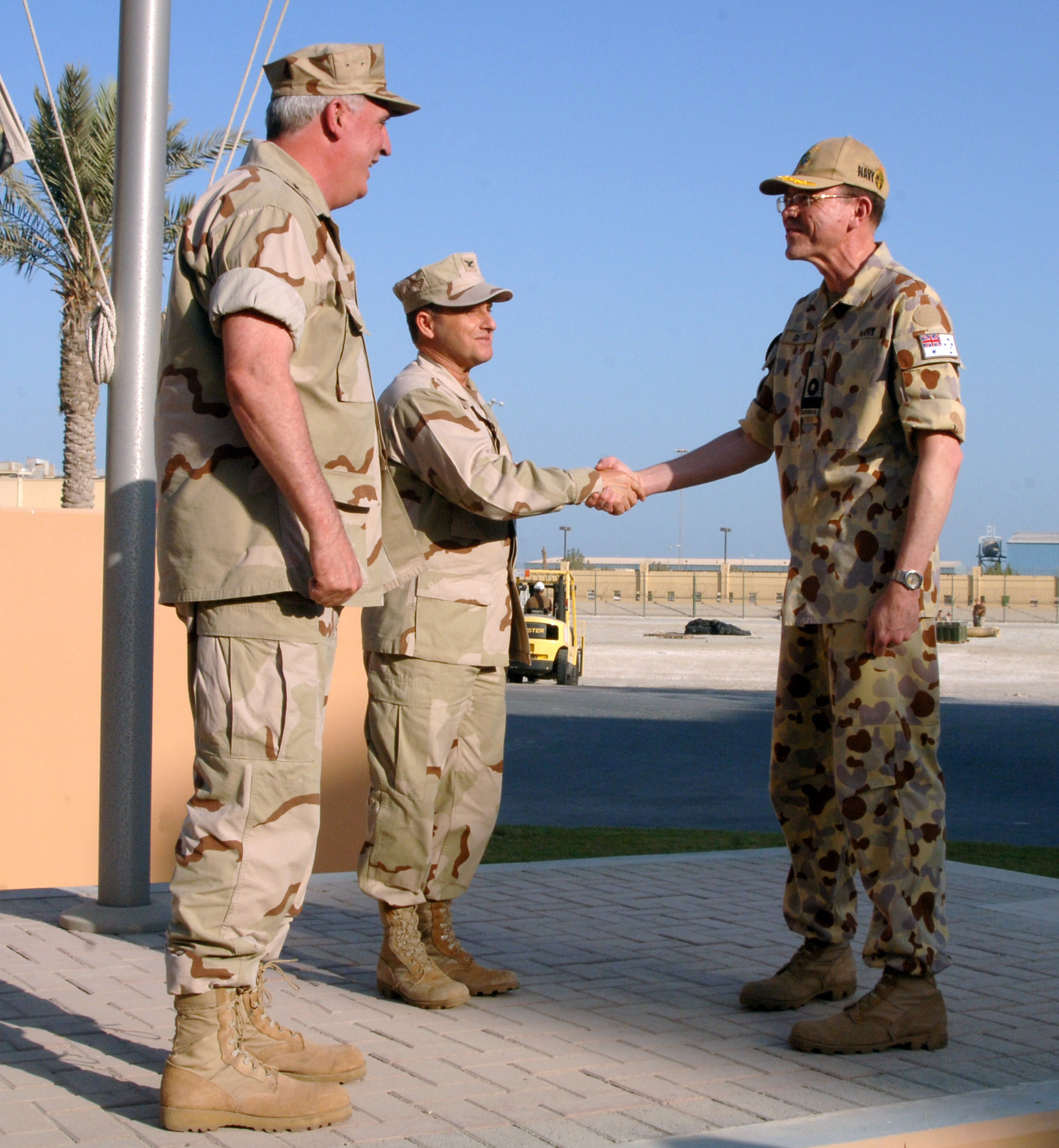
يهنئ النقيب بالبحرية الأمريكية جورج كوكس ، رئيس أركان القوات البحرية المشتركة ، العميد البحري الأسترالي آلان دو توا.

دعمت حكومة هاورد نزع سلاح العراق خلال أزمة نزع السلاح العراقي. وفرت أستراليا لاحقًا إحدى أربع الفرق القتالية شديدة الأهمية خلال غزو العراق عام 2003، وذلك في العملية التي أُطلق عليها الاسم الرمزي عملية فالكونر. كان أحد أجزاء الفرقة الأسترالية من بين أوائل القوات التي دخلت العراق بعد صدور الأمر «التنفيذي» الرسمي. تألفت الفرقة الأسترالية الأولى من 3 سفن تابعة للبحرية الأسترالية الملكية، و500 فرد من مجموعة الواجب التابعة للقوات الخاصة، وطائرتي دورية بحرية من طراز لوكهيد إيه بيه–3 سي أوريون، وطائرتي بي707 للتزود بالوقود جوًا، بالإضافة إلى طائرة نقل من طراز سي–130 هيركوليز، والسرب رقم 75 من القوات الجوية الملكية (والمؤلف من مقاتلات إف/إيه–18 هورنت). سُحبت القوات المقاتلة المكلفة بتنفيذ عملية فالكونر للغزو خلال عام 2003.أُعيد نشر قوات المشاة الأسترالية في العراق عام 2005 تحت الاسم الرمزي عملية كاتاليست، واستكملت تلك القوات مهامها في دعم قوات الأمن العراقية في إحدى المحافظات الجنوبية للبلاد. بدأ انسحاب تلك القوات من العراق في الأول من يونيو عام 2008، واكتمل انسحاب القوات بأكملها بحلول 28 يوليو 2009.

## القوات المُكلّفة
طاقم القيادة العامة المؤلف من 60 فردًا تحت قيادة العميد ماوري ماكنارن.
- البحرية الملكية الأسترالية
  - الفرقاطتان إتش إم إيه إس أنزاك وإتش إم إيه إس داروين، واللتان تموضعتا سابقًا في المنطقة باعتبارهما جزءًا من قوة الاعتراض متعددة الجنسيات المعنية بتطبيق عقوبات اقتصادية على العراق قبل تطبيق خطة الغزو. حملت كل سفينة مروحية سيكورسكي إس–70 من السرب 816 التابع لسلاح الجو البحري.[4]
  - سفينة النقل إتش إم إيه إس كانيمبلا التي حملت 350 فردٍ من الطاقم والجنود، بالإضافة إلى زورق الإنزال إل سي إم–8 التابع للجيش الأسترالي والوحدة العسكرية المضادة للطائرات ومروحية ويستلاند سي كينغ التابعة للسرب 817 الخاص بسلاح الجو البحري، وفريق تفكيك القنابل. وفرّت سرية من اللواء السادس عشر التابع للمدفعية الملكية الأسترالية نقطة دفاعًا موقعيًا لحماية سفينة كانيمبلا.
  - فريق الغوص للتطهير الثالث، والذي عمل إلى جانب غواصين من مختلف الجنسيات لتخليص موانئ العراق من الألغام.
- القوات الجوية الملكية الأسترالية
  - السرب رقم 75، المؤلف من 14 مقاتلة إف/إيه–18 هورنت النفاثة، بالإضافة إلى 250 فردٍ من القيادة والتنسيق والدعم والطاقم الجوي.
  - 3 طائرات نقل من طراز لوكهيد سي–130 إتش هيركوليز التابعة للسرب رقم 36 من سلاح الجو الملكي و150 شخصًا من أفراد الدعم.
  - طائرتان دوريتان بحريتيان من طراز إيه بيه–3 سي أوريون و150 فرد لتقديم الدعم (على الأرجح أن الطائرتين عملتا على جمع المعلومات الاستخباراتية الإلكترونية).
- الجيش الأسترالي
  - مجموعة الواجب المؤلفة من 500 فرد والتابعة للقوات الخاصة، والتي تتألف من:
    - عنصر القيادة الأمامية
    - مجموعة الواجب التابعة للقوات الخاصة الملحقة بفريق مهام العمليات الخاصة المشتركة الغربية.[5][6]
      - مجموعة السرب الأولى التابعة لفوج الخدمات الجوية الأسترالية الخاصة.
      - الفصيل (+) التابع للفوج الرابع من الكتيبة الملكية الأسترالية (كوماندوس).
      - فريق دلتا التابع لفوج الاستجابة للحوادث.
      - مجموعة إسناد الخدمة القتالية

    - فريق السرب سي التابع لفوج الطيران الخامس (مروحية بوينغ سي إتش–47 شينوك)
    - سفينتان إنزال من طراز إل سي إم–8، والسربان 70 و71 لنقل الجنود في المياه.

## عمليات القوات الأسترالية
بدأ التخطيط لإنزال وحدات قوات الدفاع الأسترالية في الشرق الأوسط في منتصف عام 2002، عندها أُلحق الضباط الأستراليون بفرق التخطيط الأمريكية. جاء ذلك قبل إعلان الحكومة عن مشاركة أستراليا بالحملة الأمريكية والبريطانية، لكن المشاركة تمت ضمن خطة طارئة وبالتالي لم تكن أستراليا ملزمة بالحرب.
كان العميد ماوري ماكنارن، في 21 مارس عام 2003، أول قائد للتحالف يعقد مؤتمرًا صحفيًا بحضور وسائل الإعلام الدولية في دولة قطر. استُشهد بالإسهامات الأسترالية في تلك الفترة على نطاق واسع جراء غياب الأنباء الرسمية عن العمليات من طرف باقي الدول المشاركة.

### العمليات البحرية
قبل اندلاع الحرب، استمرت القوة البحرية الأسترالية المتواجدة في الخليج العربي بتبيطق العقوبات على العراق. أُجريت تلك العمليات من طرف الفصائل التي كانت على متن سفن البحرية الملكية الأسترالية وطائرة إيه بيه–3 أوريون الدورية.
عند اندلاع الحرب، انتقل تركيز البحرية الملكية الأسترالية لينصب على مساعدة قوات التحالف البرية وتسليك سبل الوصول إلى الموانئ العراقية. وفّرت سفينة إتش إم إيه إس أنزاك الدعم للبحرية الملكية البريطانية عن طريق القصف المدفعي إبان المعارك التي دارت في شبه جزيرة الفاو، وشارك فريق الغوص للتطهير في إزالة المخاطر وتسليك الطريق إلى أم قصر. استمرت العمليات على متن السفن خلال الحرب، وفي العشرين من مارس، تمكنت الأطراف المشاركة على متن سفينة إتش إم إيه إس كانيمبلا من الاستيلاء على سفينة عراقية تحمل 86 لغمًا بحريًا. استُخدمت سفينة إنزال إل سي إم–8 في الانتشار الأمامي، ووفرت منصة للأطراف الأخرى البحرية المشاركة كي تصعد على متنها، وكانت أول عتاد بحري نظامي في ميناء أم قصر، فاستطاعت التحرك إلى أقصى الشمال حتى البصرة ضمن المجاري والطرق المائية الداخلية، وجمعت المعلومات الاستخباراتية لقوات الحلفاء. استخدمت القوات البريطانية والأمريكية عتاد إل سي إم–8 لأداء مهمات نقل الحمولة المختلفة خلال مسار الحرب.

### عمليات القوات الخاصة
كان الدور الرئيس الذي لعبته مجموعة الواجب التابعة للقوات الخاصة هو تأمين منطقة في غرب العراق خشية إطلاق صواريخ سكود منها. نجح فوج الخدمة الجوية الخاصة في دخول العراق عبر المركبات ومروحيات الولايات المتحدة الأمريكية، واستطاع تأمين المنطقة الموكلة له بعد أسبوع من المعارك. عقب ذلك، سيّر فوج الخدمة الجوية الخاصة دوريات على الطرق السريعة في المنطقة بهدف منع هروب أعضاء الحكومة العراقية ومنع مقاتلي العدو الأجانب من دخول البلاد.
في 11 أبريل، حُشد سرب من الخدمة الجوية الخاصة للاستيلاء على قاعدة عين الأسد الجوية. على الرغم من أن القاعدة غير محمية تقريبًا، استطاع الجنود الأستراليون الاستيلاء على أكثر من 50 مقاتلة ميغ وأكثر من 7.9 مليون كيلوغرام من المتفجرات. بعد تأمين محيط القاعدة الجوية، عُززت فوج الخدمة الجوية الخاصة بـ4 عناصر من الكتيبة الملكية الأسترالية وكتيبة الاستجابة للحوادث. بقيت مجموعة الواجب التابعة للقوات الخاصة في قاعدة عين الأسد حتى نهاية الحرب، حينها عادت معظم قوات كتيبة الاستجابة للحوادث وسرب فوج الخدمة الجوية الخاصة إلى أستراليا، بينما نُشرت 4 فصائل من الكتيبة الملكية الأسترالية (مدعومة بعناصر من فوج الخدمة الجوية الخاصة) في بغداد لحماية البعثات الدبلوماسية الأسترالية.

### العمليات الجوية
كان الدور الأولي للسرب رقم 75 هو مرافقة طائرات التحالف القيّمة جدًا، كالناقلات وطائرات بوينغ إي–3 سينتري (أواكس). بعدما اتضح أن القوات الجوية العراقية لا تمثل خطرًا، تغيّر دور السرب رقم 75 لتصبح مهمته توفير الدعم الجوي القريب لقوات التحالف على الأرض، والحظر الجوي ضد القوات العراقية. أُنجزت تلك المهمات في البداية لدعم جيش الولايات المتحدة، لكن مهمة السرب تغيّرت لاحقًا لتقتصر على دعم قوات المارينز الأمريكية. تزامنًا مع انهيار المقاومة البعثية المنظمة، أوكلت المزيد من مهام «استعراض القوة» لطائرات إف/إيه–18 كي تشجع القوات العراقية على الاستسلام. خلال الحرب، أجرى السرب رقم 75 ما مجموعة 350 طلعة جوية وألقى 122 قنبلة موجهة بالليزر.